# Frans IV van Modena
Frans IV Jozef Karel Ambrosius Stanislaus (Milaan, 6 oktober 1779 – Modena, 21 januari 1846), aartshertog van Oostenrijk-Este, was van 1814 tot 1846 hertog van Modena en Reggio en sinds 1829 als opvolger van zijn moeder ook van Massa en Carrara. Hij was de zoon van aartshertog Ferdinand van Oostenrijk, broer van keizer Jozef II en Oostenrijks gouverneur in Lombardije. Zijn moeder was Maria Beatrice d'Este, erfdochter van Modena, daar haar vader Ercole III d'Este geen zoons had.

## Leven
Toen Napoleon Bonaparte Modena in 1796 binnenviel ging Frans naar Wenen om daar opgeleid te worden. Later ging hij naar Sardinië waar Victor Emanuel I van Sardinië, in ballingschap leefde. Diens vrouw Maria Theresia arrangeerde een huwelijk tussen Frans en haar dochter Maria Beatrice. Door een geheim verbond zou Frans tevens, als Victor Emanuel en zijn broers zonder mannelijk nageslacht zouden sterven, koning van Sardinië kunnen worden in plaats van Karel Albert van Savoye-Carignan.
Bij de val van Napoleon in 1814 werd het hertogdom Modena in ere hersteld en besteeg Frans als Frans IV de troon (zijn grootvader Ercole III was in 1803 gestorven). Hij schafte onmiddellijk alle hervormingen af en voerde censuur en de geheime politie in. Evenals zijn moeder was hij van mening dat het volk toch nooit tevreden was en maar beter zo arm mogelijk kon worden gehouden.
Hij koesterde een mateloze haat tegen de Franse Revolutie en werd door de jezuïeten - die hij een groot gezag met name op het gebied van onderwijs toestond - in zijn reactionaire tendensen gesterkt. Hij vervolgde de Carbonari fanatiek en weigerde in 1830 de liberale Franse koning Lodewijk Filips te erkennen. De reactionaire Spaanse troonpretendent Don Carlos en de Portugees Dom Miguel konden op zijn steun rekenen.
Frans IV stierf op 21 januari 1846 en werd opgevolgd door zijn zoon Frans V.

## Huwelijk en kinderen
Frans IV huwde op 20 juni 1812 te Cagliari met Maria Beatrix van Savoye (1792–1840). Ze kregen vier kinderen:
- Maria Theresia (1817-1886), huwde in 1846 met Henri d'Artois (1820-1883)
- Frans V, hertog van Modena en Reggio 1846–1859
- Ferdinand Karel (1821–1849), huwde Elisabeth Francisca Maria van Oostenrijk (1831-1903), kleindochter van keizer Leopold II
- Maria Beatrix (1824-1906), huwde Juan de Borbón (1822-1887); hij was legitimistisch troonpretendent van Frankrijk na de dood van zijn zwager Henri d'Artois